# Spútnik 4
El Korabl-Sputnik 1, més conegut com Spútnik 4, va ser un satèl·lit artificial de l'URSS, part del programa Spútnik i una prova de vol de la nau espacial Vostok, que es faria servir per a la primera missió de vols espacials tripulats.

El llançament de l'Spútnik 4 es va produir el 15 de maig de 1960 des del cosmòdrom de Baikonur, una base de llançament de l'URSS situada al Kazakhstan. Un fallada en el sistema de guia va dirigir la càpsula en direcció equivocada, de manera que en lloc de mantenir-se en l'atmosfera, el satèl·lit va entrar en una òrbita més alta. Va reingressar a l'atmosfera al voltant del 5 de setembre de 1962, i el mòdul d'equipament ho feu el 15 d'octubre del 1965. 

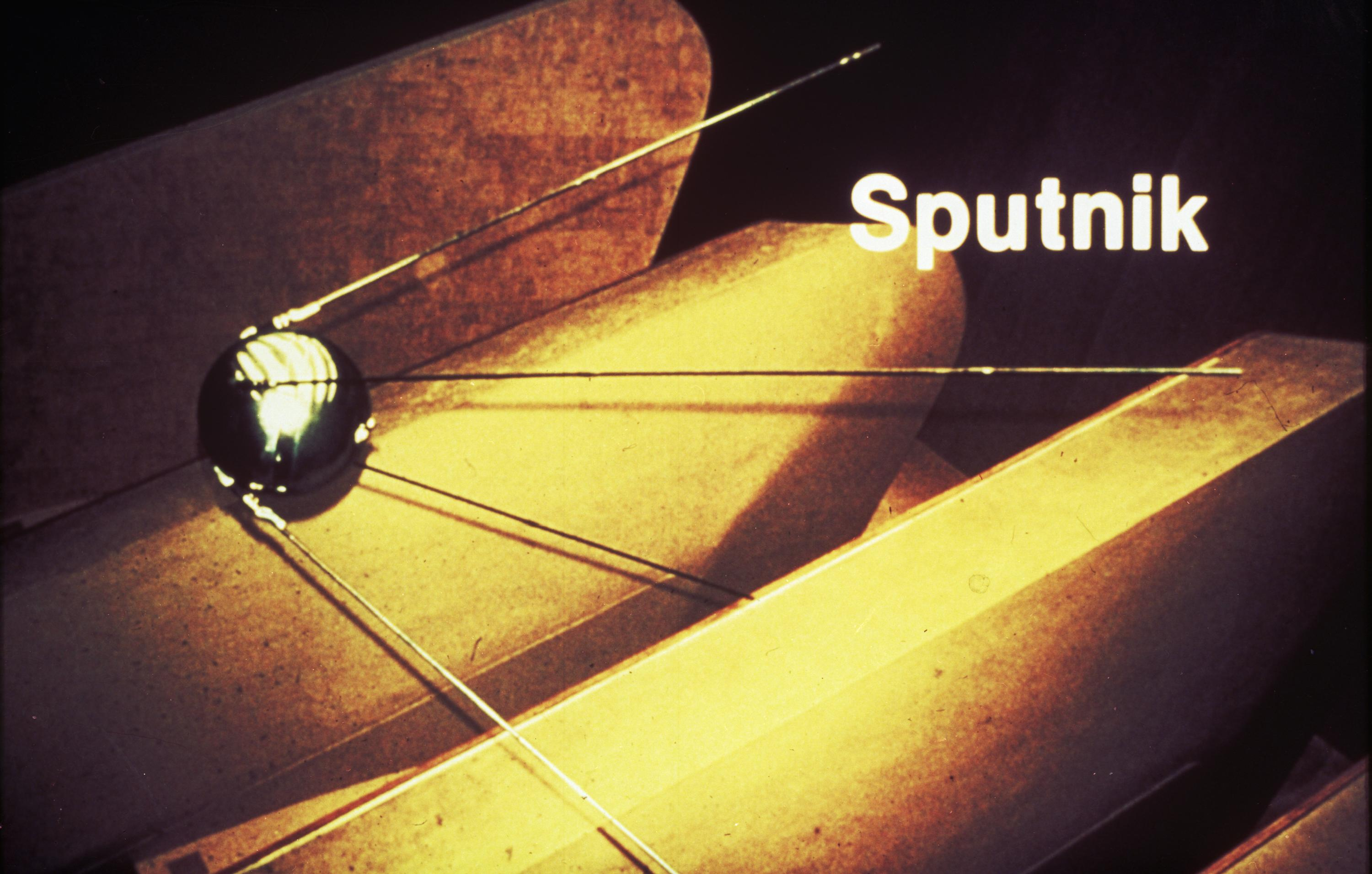
Programa Spútnik - Satèl·lits en òrbita terrestre

Aquesta nau, la primera d'una sèrie de naus espacials utilitzades per investigar la possibilitat de vols espacials tripulats, contenia instruments científics, un sistema de televisió, i una cabina de suport biològic amb un maniquí d'un home. La nau va ser dissenyada per a estudiar el funcionament del sistema de suport vital i la seva resistència al vol. Durant la missió, l'Spútnik va emetre mitjançant ràdio extensa informació telemètrica així com veus pregravades per testar les comunicacions. Després de quatre dies de vol, la cabina de reentrada es va separar del mòdul de serveis i es van activar els coets posteriors, però degut a un error la nau espacial no va poder entrar novament a l'atmosfera com estava previst.